# Stars (album Simply Red)
Stars è il quarto album in studio del gruppo musicale britannico Simply Red, pubblicato il 23 settembre 1991.
Rappresenta il loro lavoro di maggior successo commerciale, grazie a cinque singoli molto trasmessi in radio e televisione. Nel giro di pochi anni vendette oltre nove milioni di copie nel mondo, con particolari riscontri nel Regno Unito, dove secondo dati aggiornati al 2018, risulta l'undicesimo album più venduto di sempre con quasi 3 milioni e mezzo di copie.
È il primo album del gruppo composto interamente da materiale originale senza cover, oltre che il primo a vedere il contributo vocale del tastierista Fritz McIntyre, nelle tracce Something Got Me Started e Wonderland. È anche l'ultima collaborazione della band con Tim Kellett, che lascerà i Simply Red per formare gli Olive dopo il tour legato all'album.
Nel 2008 l'album è stato ristampato in edizione da collezione con 2 CD e un DVD bonus.

## Composizione e registrazione
Le registrazioni dell'album erano originariamente cominciate a Parigi nell'agosto 1990, ma le prime sessioni non si rivelarono soddisfacenti; inoltre con lo scoppio della guerra del Golfo, che aveva appena iniziato a dominare i notiziari televisivi, la band trovò l'atmosfera in studio oppressiva e poco propensa per fare musica. Il gruppo si trasferì nei dintorni più rilassati di Venezia per riprendere le registrazioni nei Condulmer Studios.
Il leader del gruppo Mick Hucknall voleva che l'album avesse un suono meno elettronico e più profondo del precedente lavoro, A New Flame, motivo per cui reclutò il programmatore Gota Yashiki dopo averlo sentito lavorare per la band Soul II Soul. La maggior parte delle canzoni avevano preso forma durante l'ultimo tour, comprese Something Got Me Started e Stars. Hucknall ha definito la traccia conclusiva del disco, Wonderland, come "probabilmente la canzone più politica che abbia scritto", esplicitando la sua insoddisfazione di allora nei confronti del governo britannico a guida del Partito Conservatore.

## Copertina
La copertina dell'album presenta una fotografia di Mick Hucknall nel deserto californiano, con indosso un mantello dipinto dei nativi americani che aveva acquistato in Spagna. Il cantante aveva insistito che nello scatto avrebbe indossato il mantello e nient'altro, mostrando le sue gambe nude. Tuttavia, quando la fotografia venne presentata alla East West Records, la casa discografica era preoccupata che le gambe nude di Hucknall avrebbero offeso la sensibilità negli Stati Uniti, dovette così ritoccare digitalmente l'immagine usando una fotografia di prova in cui le gambe erano coperte da jeans.

## Tracce
Testi e musiche di Mick Hucknall, eccetto dove indicato.
1. Something Got Me Started – 4:01 (Mick Hucknall, Fritz McIntyre)
2. Stars – 4:08
3. Thrill Me – 5:04 (Mick Hucknall, Fritz McIntyre)
4. Your Mirror – 3:59
5. She's Got It Bad – 3:33
6. For Your Babies – 4:17
7. Model – 3:46
8. How Could I Fall – 4:45
9. Freedom – 3:52
10. Wonderland – 3:49

## Edizione speciale del 2008

### CD 1
1. Something Got Me Started – 4:01
2. Stars – 4:08
3. Thrill Me – 5:04
4. Your Mirror – 3:59
5. She 's Got It Bad – 3:33
6. For Your Babies – 4:17
7. Model – 3:46
8. How Could I Fall – 4:45
9. Freedom – 3:52
10. Wonderland – 3:49

Sessioni in studio delle cover di Robert Johnson
1. Come On in My Kitchen – 1:32
2. Ramblin' on My Mind – 2:11
3. Me and the Devil Blues – 2:03
4. When You've Got A Good Friend – 2:00

Live ad Amburgo (23 febbraio 1992)
1. Sad Old Red – 5:58
2. More – 4:14
3. Something Got Me Started – 4:12
4. Thrill Me – 5:09
5. Your Mirror – 3:57
6. She's Got It Bad – 3:45

### CD 2
1. Stars (PM-ized Mix) – 4:10
2. For Your Babies (Edition français) – 4:06
3. Something Got Me Started (Esmoove's Late Night Mix) – 8:00
4. Thrill Me (Steppin' Razor Mix) – 6:37
5. Freedom (Perfecto Mix) – 6:24
6. Stars (Comprende Mix) – 6:38
7. Something Got Me Started (Hurley's 7" Mix) – 3:56
8. Thrill Me (Connoisseurs Mix) – 5:56
9. Freedom (How Long Mix) – 4:09
10. Something Got Me Started (Perfecto Mix) – 5:10
11. Thrill Me (Nellee Hooper's Dub Mix) – 4:28
12. Thrill Me (Stewart Levine's Club Mix) – 6:56 – disponibile solo su iTunes

### DVD
Live al Montreux Jazz Festival (8 luglio 1992)
1. Love for Sale (Cole Porter)
2. Drowning in My Own Tears (Henry Glover)
3. Ev'ry Time We Say Goodbye (Cole Porter)
4. Sad Old Red (Mick Hucknall)
5. Grandma's Hands (Bill Withers)
6. Enough (Mick Hucknall, Joe Sample)
7. If You Don't Know Me by Now (Kenny Gamble, Leon Duff)
8. How Could I Fall (Mick Hucknall)
9. Lady Godiva's Room (Mick Hucknall)
10. A New Flame (Mick Hucknall)
11. Your Mirror (Mick Hucknall)
12. She's Got It Bad (Mick Hucknall)
13. Model (Mick Hucknall)
14. It's Only Love (Jimmy Cameron, Vella Cameron)
15. Joy and Pain (Frankie Beverly)
16. Come to My Aid (Mick Hucknall, Fritz McIntyre)
17. Infidelity (Mick Hucknall, Lamont Dozier)
18. The Right Thing (Mick Hucknall)
19. Holding Back the Years (Mick Hucknall, Neil Moss)
20. Stars (Mick Hucknall)
21. Open Up the Red Box (Mick Hucknall)
22. Thrill Me (Mick Hucknall, Fritz McIntyre)
23. Money's Too Tight (to Mention) (John Valentine, William Valentine)
24. For Your Babies (Mick Hucknall)
25. Something Got Me Started (Mick Hucknall, Fritz McIntyre)

Video musicali
1. Something Got Me Started
2. Stars
3. For Your Babies
4. Thrill Me
5. Your Mirror

## Formazione
Simply Red
- Mick Hucknall – voce
- Fritz McIntyre – tastiere, cori, seconda voce (tracce 1, 10)
- Tim Kellett – tastiere, basso (traccia 7)
- Heitor Pereira – chitarra
- Ian Kirkham – sassofono
- Gota Yashiki – batteria, percussioni, programmazione
- Shaun Ward – basso (eccetto traccia 7)

Altri musicisti
- Jess Bailey – programmazione tastiere
- Rowetta – cori (traccia 9)

## Accoglienza
| Recensione           | Giudizio |
| -------------------- | -------- |
| AllMusic             |          |
| Chicago Tribune      |          |
| Entertainment Weekly | B+       |
| NME                  | 4/10     |
| Q                    |          |
| Uncut                |          |

L'album venne accolto con recensioni contrastanti nel Regno Unito. Le riviste di musica alternativa furono decisamente fredde: il New Musical Express liquidò Stars come "un esercizio senza stile privo di contenuto", mentre Melody Maker affermò semplicemente che "è un album piacevole, la copertina è carina, e ora, almeno, avete un regalo di Natale per la nonna."
Tuttavia, le recensioni di giornali e altre riviste furono più positive. Il The Guardian scrisse che "le nuove canzoni suonano rilassate, rinfrescate e soddisfacentemente coerenti... Facile da ascoltare ma non easy listening, Stars continua a splendere." The Independent rimase ugualmente colpito, osservando che "in semplici evocazioni d'amore come Thrill Me o For Your Babies, la scintilla dell'onestà le pone al di sopra delle proteste amorose superficiali e insincere che dominano la musica soul moderna." Su Q venne invece etichettato "il lavoro dei Simply Red fino ad oggi più accessibile e ballabile."
In una recensione retrospettiva, Stephen Thomas Erlewine di AllMusic ha definito Stars "il miglior album dei Simply Red dal loro debutto. Più scorrevole e raffinato dei precedenti lavori, eppure Mick Hucknall canta meglio che mai e sta maturando come autore... Dopo aver assorbito le influenze pop, soul e reggae, Hucknall sta ora componendo con successo canzoni nel proprio stile, qualcosa che, con l'eccezione di Holding Back the Years, non aveva mai compiuto in precedenza." Il portale italiano Ondarock aggiunge che nella discografia del gruppo "Stars è senza dubbio il loro disco più sbarazzino, vario e pop nel senso più puro del termine."

## Successo commerciale
Stars debuttò in vetta alla classifica britannica degli album, trascorrendo dodici settimane non consecutive al primo posto, con una permanenza di oltre un anno nella top ten. Risultò il disco più venduto nel Regno Unito sia nel 1991 che nel 1992; l'unico album a riuscirci per due anni consecutivi dopo Bridge over Troubled Water di Simon & Garfunkel nel biennio 1970-71. Fu inoltre il secondo disco più venduto negli anni novanta dietro (What's the Story) Morning Glory? degli Oasis.

## Classifiche

### Classifiche settimanali
| Classifica (1991-2022) | Posizione massima |
| ---------------------- | ----------------- |
| Australia              | 7                 |
| Austria                | 1                 |
| Canada                 | 36                |
| Finlandia              | 7                 |
| Francia                | 6                 |
| Germania               | 2                 |
| Grecia                 | 66                |
| Italia                 | 2                 |
| Norvegia               | 11                |
| Nuova Zelanda          | 2                 |
| Paesi Bassi            | 3                 |
| Regno Unito            | 1                 |
| Spagna                 | 12                |
| Stati Uniti            | 76                |
| Svezia                 | 7                 |
| Svizzera               | 2                 |

### Classifiche di fine anno
| Classifica (1991) | Posizione |
| ----------------- | --------- |
| Francia           | 22        |
| Italia            | 7         |
| Regno Unito       | 1         |
| Classifica (1992) | Posizione |
| Australia         | 20        |
| Austria           | 4         |
| Germania          | 6         |
| Nuova Zelanda     | 10        |
| Regno Unito       | 1         |
| Svizzera          | 9         |

### Classifiche di fine decennio
| Classifica (1990–1999) | Posizione |
| ---------------------- | --------- |
| Regno Unito            | 2         |